# Herbert Brandl
Herbert Brandl (* 17. Jänner 1959 in Graz; † 27. Juli 2025 in Wien) war ein österreichischer Maler. Er zählte zu den Neuen Wilden.

## Leben
Herbert Brandl wurde in Graz geboren und wuchs in Bad Schwanberg auf. Er studierte ab 1978 an der Hochschule für angewandte Kunst Wien bei Herbert Tasquil und Peter Weibel. Von 2004 bis 2019 war er Professor an der Kunstakademie Düsseldorf.
Ab Anfang der 1980er Jahre stellte Herbert Brandl in der Galerie Peter Pakesch in Wien aus. 1989 nahm er an der Biennale von São Paulo teil. Ab Mitte der achtziger Jahre nahm Herbert Brandl an international bedeutenden Ausstellungen teil. Dazu gehören die Biennale de Paris, 1985, Musée d’Art de la Ville de Paris, 1990, die documenta IX, 1992 und Painting on the Move, Kunsthalle Basel, Museum für Gegenwartskunst, 2002. 2007 war er auf der Biennale di Venezia im Österreichischen Pavillon vertreten. In seiner näheren Heimat gab es Ausstellungen 2015 im Greith-Haus, 2018 in der Rondell-Galerie in Bad Schwanberg und im Feuerwehrmuseum in Groß Sankt Florian, 2024 im Laßnitzhaus in Deutschlandsberg.
Brandl lebte in Bad Schwanberg und arbeitete in Wien. Er gehörte zu den wichtigsten österreichischen Vertretern des Neoexpressionismus.
Herbert Brandl starb am 27. Juli 2025 an plötzlichem Herztod.

## Ausstellungen (Auswahl)
- 1982–1993: Galerie Peter Pakesch, Wien
- 1985: Biennale de Paris, Paris
- 1986: Hacken im Eis, Museum des 20. Jahrhunderts, Wien; Kunsthalle Bern, Bern
- 1992: documenta IX, Kassel
- 1993: Der zerbrochene Spiegel. Positionen zur Malerei, Kunsthalle Wien; Deichtorhallen, Hamburg
- 2002: Painting on the Move, Kunsthalle Basel, Museum für Gegenwartskunst, Basel
- 2004: NEUE WILDE – Eine Entwicklung, Essl Museum – Kunst der Gegenwart, Klosterneuburg/Wien
- 2006: Österreich: 1900–2000. Konfrontationen und Kontinuitäten, Essl Museum – Kunst der Gegenwart, Klosterneuburg/Wien
- 2007: Biennale di Venezia, Österreichischer Pavillon, Venedig
- 2007: Passion for Art, Essl Museum – Kunst der Gegenwart, Klosterneuburg/Wien
- 2008: KOMPLEX. Österreichische Gegenwartskunst aus der Sammlung Essl, Essl Museum – Kunst der Gegenwart, Klosterneuburg/Wien
- 2008: Meisterwerke der Sammlung Essl, Essl Museum – Kunst der Gegenwart, Klosterneuburg/Wien
- 2009: Deichtorhallen, Hamburg
- 2010: Berge und Landschaften, Albertina, Wien
- 2010: Bilder und Arbeiten auf Papier, Galerie Noah, Augsburg
- 2010: CORSO. Werke der Sammlung Essl im Dialog, Essl Museum – Kunst der Gegenwart, Klosterneuburg/Wien
- 2012: Bank Austria Kunstforum, Wien
- 2012: Kunsthalle Emden
- 2012: Altana Kulturstiftung, Bad Homburg
- 2012: Essl Museum, Klosterneuburg/Wien
- 2015: Homelandjoe and the holy Bauernmonos, Greith-Haus, St. Ulrich i. Gr./Steiermark
- 2017: Hyänenpause, Museum Franz Gertsch, Burgdort BE (CH)
- 2017: Super Wetter, Dobar Dan, Palace Milesi and Art Gallery Kula in Split
- 2020: Morgen, Kunsthaus Graz
- 2020: 24/7, Künstlerhaus Graz

## Öffentliche Sammlungen (Auswahl)
Belgien
- Stedelijk Museum voor Actuele Kunst, Gent

Deutschland
- Museum Würth, Künzelsau

Frankreich
- Fonds régional d’art contemporain – Ile-de-France Le Plateau, Paris
- Musée d’art moderne de la Ville de Paris – MAM/ARC, Paris
- Centre Georges Pompidou, Paris

Österreich
- Albertina, Wien
- Kunsthaus Bregenz, Bregenz
- Lentos Kunstmuseum, Linz
- Museum der Moderne Salzburg, Salzburg
- Museum Moderner Kunst Stiftung Ludwig, Wien
- Neue Galerie Graz
- Niederösterreichisches Landesmuseum, St. Pölten
- Essl Museum – Kunst der Gegenwart, Klosterneuburg/Wien

Portugal
- Museu Serralves, Porto

Schweiz
- Kunsthalle Bern, Bern
- Kunsthalle Zürich, Zürich

Spanien
- Museo Nacional Centro de Arte Reina Sofia, Madrid

USA
- Renaissance Society, Chicago

## Auszeichnungen
- 2024: Ehrenzeichen des Landes Steiermark für Wissenschaft, Forschung und Kunst[5], beschlossen 2021, übergeben 2024
- … Ehrenbürgerschaft von Bad Schwanberg[1]
- 2025: Großer Österreichischer Staatspreis (beschlossen zwei Wochen vor seinem Tod, keine posthume Ehrung)[1]